# Flavanol
Los Flavanoles (también conocidos como flavan-3-oles) son derivados de los flavonoides, un amplio grupo de compuestos químicos con estructura polifenólica caracterizada por 2-fenil-3,4-diidro-2H-cromen-3-ol.
Se encuentran repartidos en el reino vegetal y tienen gran relevancia en el correcto funcionamiento de plantas; además de notables propiedades en relación con la salud humana.  Estos se hallan también en una gran variedad de alimentos, son muy versátiles a nivel funcional y regulan muchas interacciones biológicas. 
Los flavanoles pueden hallarse principalmente como monómeros (como la catequina) o polímeros (como las proantocianidinas). Distribuidos entre sus diversas formas encontramos la catequina, el galato de epicatequina, la epigalocatequina, el galato de epigalocatequina, las proantocianidinas, las teaflavinas, y tearubiginas. 
Los flavanoles (con una "a") no deben ser confundidos con flavonoles (con una "o"), una clase de flavonoides que contiene un grupo cetona. De hecho, los flavanoles destacan del resto de flavonoides por no encontrarse de forma glicosilada en alimentos.

## Etimología
El término flavanoide viene del latín "flavus" que significa amarillo. En la antigüedad, algunas plantas como "Quercus velutina", "Reseda lutea" o "Maclura tinctoria", las cuales contenían tales compuestos, eran usadas para colorear o teñir de amarillo. 
Los pigmentos presentes en estas plantas son responsables del color otoñal de las hojas. Estos los podemos encontrar formando heterósidos mediante su unión a glúcidos; o de forma libre.

## Estructura y propiedades químicas
Químicamente, estas sustancias están caracterizadas por presentar dos anillos aromáticos bencénicos unidos entre sí por un puente formado por tres átomos de carbono (C6-C3-C6), los cuales pueden estar unidos a un tercer anillo.

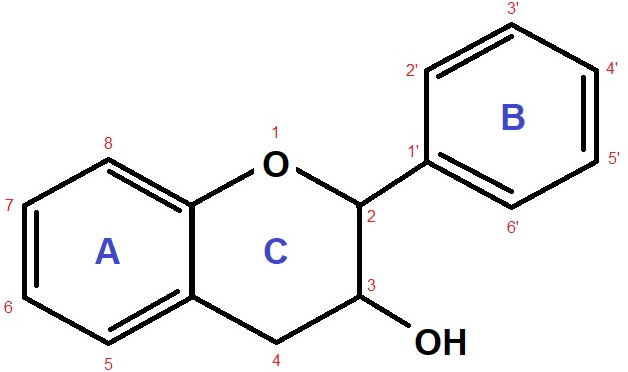
Representación estructural del flavanol con enumeración de sus anillos aromáticos.

Los anillos son denominados A, B y C; utilizando el sistema numérico habitual para los anillos A y C y una numeración prima para el anillo B.
Dentro de este grupo, encontramos diversos derivados relacionados por una ruta de biosíntesis común que desenlaza en una diferenciación de compuestos tras posteriores modificaciones, La principal diferencia de clasificación de sus subgrupos radica en el grupo hidroxilo (-OH) y en el grado de saturación del anillo C.
La posición 3 del anillo C normalmente tiene un grupo hidroxilo o bien esta esterificado con ácido gálico. Estos últimos son clasificados como catequinas esterificadas mientras que las otras se consideran catequinas no esterificadas.

## Tipos de flavanoles
Los flavanoles constan de monómeros (conocidos como catequinas), dímeros (procianidinas diméricas), trímeros (procianidinas timéricas), oligómeros (procianidinas) y polímeros (taninos). La suma de todos ellos suele denominarse “taninos condensados”.

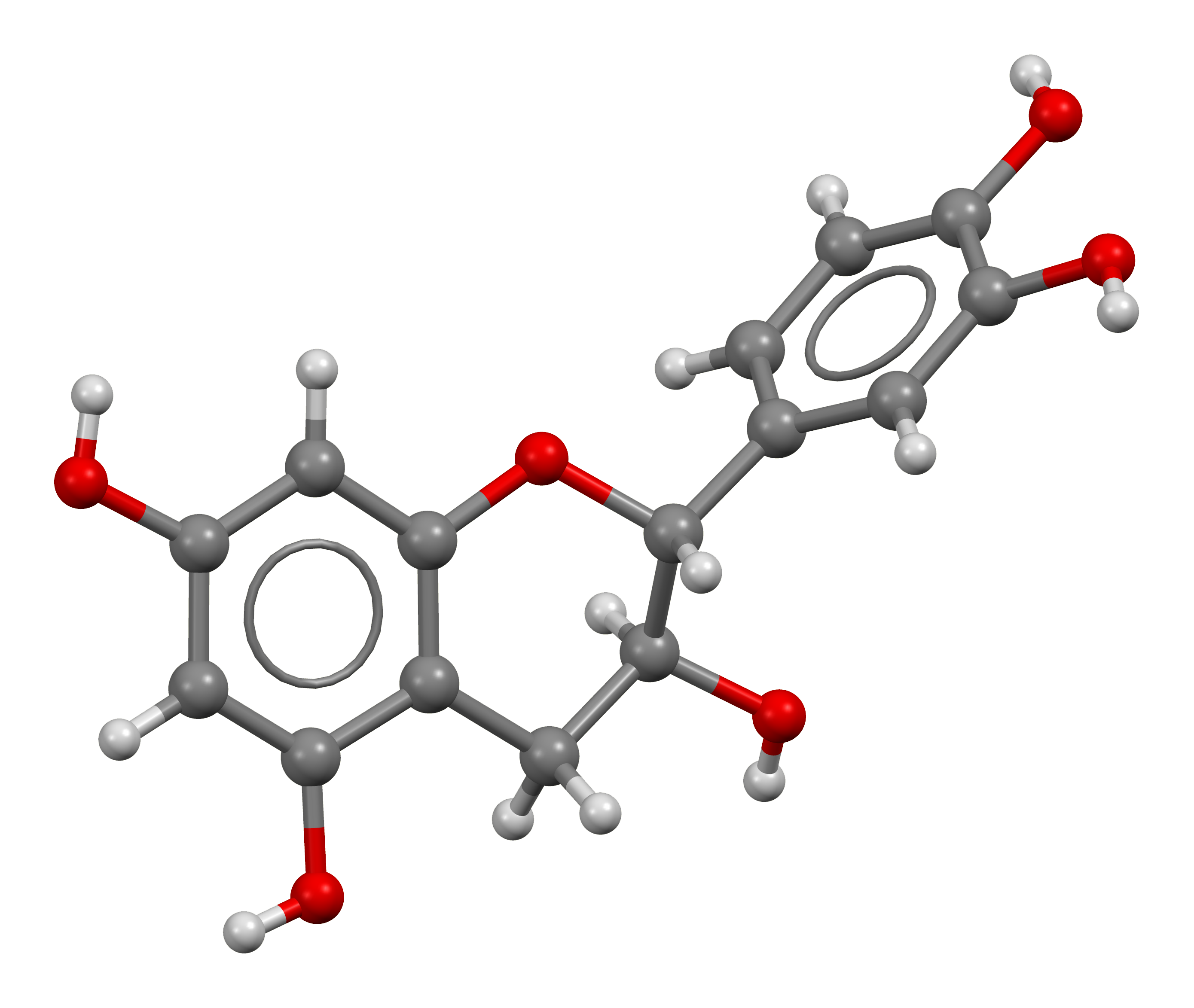
Estructura molecular de la catequina en 3D (siguiendo el código de colores)

### Catequinas
Son las formas monoméricas de los flavanoles y las podemos encontrar en una gran variedad de productos como frutas, bebidas y plantas, entre otros. De hecho, constituyen una gran parte de los polifenoles totales en frutas como las manzanas.  Aun así, la cantidad e incluso el tipo de estas que se encuentre en cada producto puede variar según la zona geográfica de la cual provenga. 
La biodisponibilidad y bioeficacia de los isómeros de catequinas varían mucho dependiendo de su estructura molecular. Las diferencias de estructura afectan directamente al metabolismo, la absorción y eliminación de los mismos en los humanos. A continuación se muestran los isómeros más frecuentes que habitualmente se encuentran en el té verde.

#### Enantiómeros positivos

Epicatequina (EC)

| RADICAL 1 | RADICAL 2 | RADICAL 3 | TIPO DE CATEQUINA          | ABREVIATURA |
| --------- | --------- | --------- | -------------------------- | ----------- |
| H         | H         | OH        | Catequina                  | C           |
| H         | Galato    | H         | Galato de catequina        | CG          |
| OH        | OH        | H         | Galocatequina              | GC          |
| OH        | Galato    | H         | Galato de epigalocatequina | GCG         |

#### Enantiómeros negativos
| RADICAL 1 | RADICAL 2 | RADICAL 3 | TIPO DE CATEQUINA          | ABREVIATURA |
| --------- | --------- | --------- | -------------------------- | ----------- |
| H         | OH        | H         | Epicatequina               | EC          |
| H         | Galato    | H         | Galato de epicatequina     | ECG         |
| OH        | H         | H         | Epigalocatequina           | EGC         |
| OH        | Galato    | H         | Galato de epigalocatequina | EGCG        |

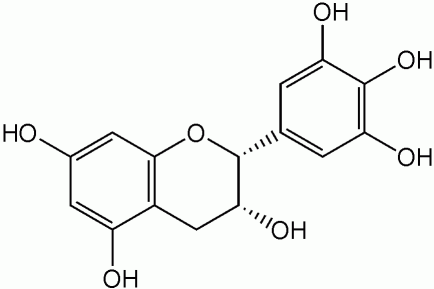
Epigalocatequina (EGC)

De hecho el té verde, muy conocido por sus propiedades beneficiosas, es una gran fuente catequinas (concretamente EC, ECG y EGC) y en efecto, son el mayor grupo de antioxidantes que contiene. Aproximadamente representan un 70% de sus constituyentes activos, por lo que en una taza de 200ml puede llegar a tener aproximadamente 100mg de catequinas. Durante la fermentación, estas son oxidadas aportando al té un color negro y disminuyendo su cantidad.

#### Estabilidad
En solución acuosa, las catequinas no son químicamente estables debido a su composición y por tanto pueden ser fácilmente oxidadas. En el caso del té, se ha visto que la oxidación de estas está catalizada por dos enzimas denominadas polifenol oxidasa (PPO) y peroxidasa (POD). En realidad, este monómero es de los sustratos naturales más importantes del polifenol oxidasa en frutas y vegetales. Aun así, las catequinas pueden autoxidarse sin la presencia de enzimas.  Además, en condiciones acídicas son sustancias estables, pero al incrementar la temperatura, junto con el pH, se convierten en inestables. Esto se debe a que la catequina es oxidada para formar un intermediario isómero.

#### Actividad antioxidante
Se ha demostrado que tienen efectos antioxidantes aunque en algunos casos pueden inducir daño oxidativo, ya que son capaces de generar y atacar radicales libres. La combinación de estos dos mecanismos ha demostrado ser beneficiosa. 
Tanto las catequinas como sus diasteroisomeros tienen estructuras químicas muy similares, capaces de estabilizar los radicales libres mediante los grupos hidroxilo. Estos, son muy reactivos, por lo que fácilmente dan un átomo de hidrógeno o un electrón a radicales libres, estabilizándolos,
Su eficacia antioxidante se puede dar de forma:
1. Directa: Buscan las especies reactivas del oxígeno (ROS) y se unen a iones metálicos.
2. Indirecta: Inducen enzimas antioxidantes, inhiben enzimas pro-oxidantes y regulan ciertos mecanismos de señalización,[15][16]

### Proantocianidinas
Las proantocianidinas, también conocidas como “taninos condensados”, consisten en unidades de flavanol polimerizadas (como la catequina y epicatequina) y se encuentran en altas concentraciones en arándanos, uvas y en muchas plantas como defensa contra los factores abióticos y bióticos estresantes.
Contienen las mismas propiedades antioxidantes que sus formas más sencillas y además tienen también propiedades antibacterianas, como por ejemplo, la unión a las fimbrias bacterianas para inhibir que se unan a receptores y por tanto evitando que la pared de la vejiga quede expuesta a sus toxinas, causantes de las inflamaciones.
Se pueden diferenciar en un tipo A o tipo B, según sus enlaces interflavánicos, de la siguiente forma:
En el tipo B, las formas monoméricas se unen mediante un enlace entre el carbono 4 y el carbono 8; o bien entre el carbono 4 y el carbono 6. Mientras que el tipo A, además de estos enlaces, se añade otro, uno éter entre el carbono 2, un oxígeno y el carbono 7; o bien entre el carbono 2, un oxígeno y el carbono 5.

## Metabolismo
La biodisponibilidad de los flavanoles en el cuerpo humano depende del metabolismo de estos compuestos, es decir, de su grado de polimerización.
En el caso de los monómeros, como las epicatequinas, la absorción se lleva a cabo en el intestino delgado y en el hígado. Durante la Fase II, a través de glucurono-, sulfo- o metilaciones, se forman derivados del flavanol que preferentemente serán eliminados en la bilis. En diversos estudios se ha observado que estos metabolitos de la Fase II son la forma bioactiva de los monómeros y que podrían estar implicados en interacciones con vías de señalización que, a su vez, estarían involucradas en el desarrollo de enfermedades. También se ha observado que la 3'-O-metilepicatequina, derivada de la epicatequina, muestra efectos de protección contra el daño oxidativo inducido por el estrés de las células. 
Los polímeros, sin embargo, son metabolizados en el colon por la acción de la microbiota, dando lugar a conjugados de lactonas y ácidos fenólicos de bajo peso molecular, que son expulsados a través de la orina. Los metabolitos fenólicos son los responsables de los efectos sobre la salud de ingerir alimentos que contienen flavanol.
Los aspectos que pueden influir en el metabolismo y la distribución de los flavanoles en los tejidos una vez absorbidos son: la cantidad de flavanoles ingeridos, el tiempo de absorción, la edad y el género del individuo y sus patologías.

## Relevancia médica
Tras diversos estudios relacionados con la presencia de flavanoles en vegetales y las consecuencias derivadas de su consumo, se han podido observar distintos efectos beneficiosos para la salud humana,
La propiedad más destacable y útil de estos compuestos es su capacidad de actuar como agentes antioxidantes. Es decir, corregir el estrés oxidativo que produce la presencia de radicales libres en nuestras estructuras moleculares. Los flavanoles son capaces de hacerlo a partir de secuestrar estos radicales y evitar que produzcan radicales reactivos con el oxígeno. Esta propiedad nos aporta diversas ventajas en diferentes casos.

### Efectos cardiovasculares
Un alimento del cual se han realizado varios estudios ha sido el chocolate,  Debido a su elaboración a base de cacao, este producto es rico en flavanoles, en concreto, en epicatequinas. A partir de estos estudios se ha observado cómo el consumo moderado de chocolate negro (chocolate más puro en cacao) en nuestras dietas puede mejorar el estado cardiovascular del organismo, reduciendo el riesgo de enfermedades.

#### Hipertensión
Se ha podido determinar que el consumo de flavanol en el chocolate produce un aumento en la concentración de óxido nítrico endotelial (NO). Este componente induce la dilatación en los vasos sanguíneos y en consecuencia, provoca la disminución de la presión arterial. En adición, previene la agregación plaquetaria y, por lo tanto, mejora la circulación sanguínea,
Cuando el flavanol entra en el organismo a través de las células polarizadas del intestino, es capaz de activar diferentes cinasas en el sistema. Entre estas cinasas, se encuentra la precursora del óxido de nitrógeno, la enzima iNOS. Así que, al activarla, esta enzima produce una mayor concentración de NO, el cual realizará las funciones anteriormente mencionadas, mejorando el flujo sanguíneo,
Paralelamente, los flavanoles son compuestos antioxidantes, por lo cual, pueden secuestrar radicales libres que actúan como especies reactivas del NO, así evitando la reacción oxidativa y manteniendo la concentración de NO.

#### Colesterol
Tras algunas investigaciones acerca del chocolate y su contenido en flavanoles, se ha descubierto su utilidad en la regulación de los niveles de colesterol. Estos estudios revelan como la presencia de flavanoles en el cacao, consumido en una dieta controlada, impiden el desarrollo de aterogénesis (resultado de la acumulación de lípidos y alteraciones en las células vasculares de las paredes arteriales, una inflamación crónica) y aumenta la concentración de HDL (lipoproteínas de alta densidad),
Las epicatequinas y las catequinas, como flavanoles, son componentes antioxidantes. Esta propiedad les permite reducir el efecto de oxidación del LDL (lipoproteína de baja densidad), una proteína encargada del transporte de colesterol a través de la sangre. Se especula que estos flavanoles se unen a la superficie de las partículas LDL, así secuestrando radicales de oxígeno e iones de metales de transición. Evitando la oxidación de las LDL se evita el desencadenamiento de la aterogénesis.
Paralelamente, se ha demostrado que la presencia de epicatequinas y catequinas en nuestro organismo aumenta la concentración de colesterol HDL plasmático. Este incremento, en regulación, disminuye el riesgo cardiovascular. Los mecanismos por los cuales los flavanoles son capaces de realizar tal incremento siguen siendo poco claros. Aun así, se especula que están relacionados con la síntesis de la apolipoproteína A1, la cual es el mayor componente de las estructuras del colesterol HDL. Se cree que esta proteína tiene un papel importante en la producción de este tipo de partículas de colesterol y que la presencia de flavanoles favorece su expresión.

### Obesidad
Varios estudios han revelado que los flavanoles son compuestos químicos eficaces para la prevención o la disminución de la severidad de algunas enfermedades derivadas del síndrome metabólico u obesidad. Estas investigaciones han llegado a demostrar como los flavanoles producen un efecto contra la obesidad a base del aumento del gasto energético y la reducción del peso corporal. 
No obstante, existe controversia en cuanto a la información disponible, ya que hay publicaciones que niegan que la suplementación dietética con flavanoles potencie el gasto energético, mientras; a su vez, hay otros que lo afirman. También existen disensiones en cuanto al efecto antihiperglucémico de los flavanoles en la dieta. Sin embargo, algunos estudios sí han demostrado que los flavanoles pueden mejorar la homeostasis de la glucosa y de los lípidos, la cual es alterada por la obesidad, al estos interactuar con el intestino y los tejidos periféricos.
Ampliando lo comentado, la obesidad esta asociada a un aumento en los niveles de citoquinas proinflamatorias. La introducción de flavanoles a una dieta rica en grasas (HF diet) en forma de frutas, verduras o bebidas derivadas de vegetales ricos en estos componentes, puede ayudar en la reducción de la síntesis de citoquinas a pesar del aumento de peso.

### Agentes anticancerígenos
Los flavanoles forman parte de un extenso grupo de compuestos polifenólicos, los flavonoides. El estudio de alimentos ricos en estos compuestos; básicamente frutas, verduras y bebidas derivadas de algunas plantas (té verde, vino tinto...) ha revelado una amplia variedad de efectos anticancerígenos,
Primeramente se ha demostrado que, gracias a sus propiedades antioxidantes, los flavonoides (sobre todo los flavanoles) son capaces de modular las enzimas que capturan especies reactivas del oxígeno (ROS). Los flavanoles tienen un papel destacable en la homeostasis de las ROS, actuando como antioxidantes en condiciones normales y como pro-oxidantes en caso de aparición de células cancerígenas (desencadenar tanto vías apoptóticas, como vías de señalización proinflamatorias).
En adición, también participan en la detención del ciclo celular, reprimiendo la proliferación de células cancerígenas e induciendo la apoptosis y la autofagia de estas mismas.

### Agentes antiinflamatorios
El FRLFE (“Flavanol-rich lychee fruit extract”) es una molécula que proviene de la formación de un enlace covalente entre la procianidina (proveniente de la de la fruta lichi) y la (+)-catequina (extraída del té verde). Este suplemento presenta un nivel más elevado de monómeros (13–18%), dímeros (14–18%) y trímeros (2-6%) de flavanol con respecto al de un extracto de la fruta de lichi no procesado (6.4% de monómeros y 9.9% de dímeros). Al presentar un mayor grado de solubilidad en agua, la biodisponibilidad del FRLFE será mayor. 
Tras un experimento con corredores de larga distancia, se observó que al ingerir estos el suplemento rico en flavanol, se suprimía la inflamación y el daño tisular, debido a que la diferencia de nivel de interleucina 6 antes y durante el entreno era baja, mientras que el incremento del factor de crecimiento transformante beta (TGF-β) antes y después del entreno era más elevado en los atletas suplementados de FRLFE.